# Yerma
Yerma é uma peça de teatro do poeta espanhol Federico García Lorca. Escrita em 1934, foi apresentada no mesmo ano. É uma obra popular de caráter trágico, ambientada em Andaluzia, no início do século XX. 
Yerma é uma mulher que vive o drama de não poder conceber um filho. Busca de todas as formas engravidar e enfrenta a indiferença do marido, Juan, que não demonstra nenhum interesse em compartir da sua angústia.
Diálogo da personagem Maria com Yerma sobre a sensação de carregar um filho:
- Maria: Não perguntes mais. Nunca sentiu um pássaro vivo apertado na mão?
- Yerma: Já senti.
- Maria: Pois é o mesmo... mas por dentro do sangue.
Obstinada, Yerma participa, contra a vontade do marido, de um ritual na casa de uma curandeira, para invocar a maternidade, o que provoca grande discussão entre os dois. Desesperada, Yerma descobre que o seu marido não deseja ter filhos e, enlouquecida entre o desejo de conceber um filho e a sua impossibilidade, ela o estrangula. 

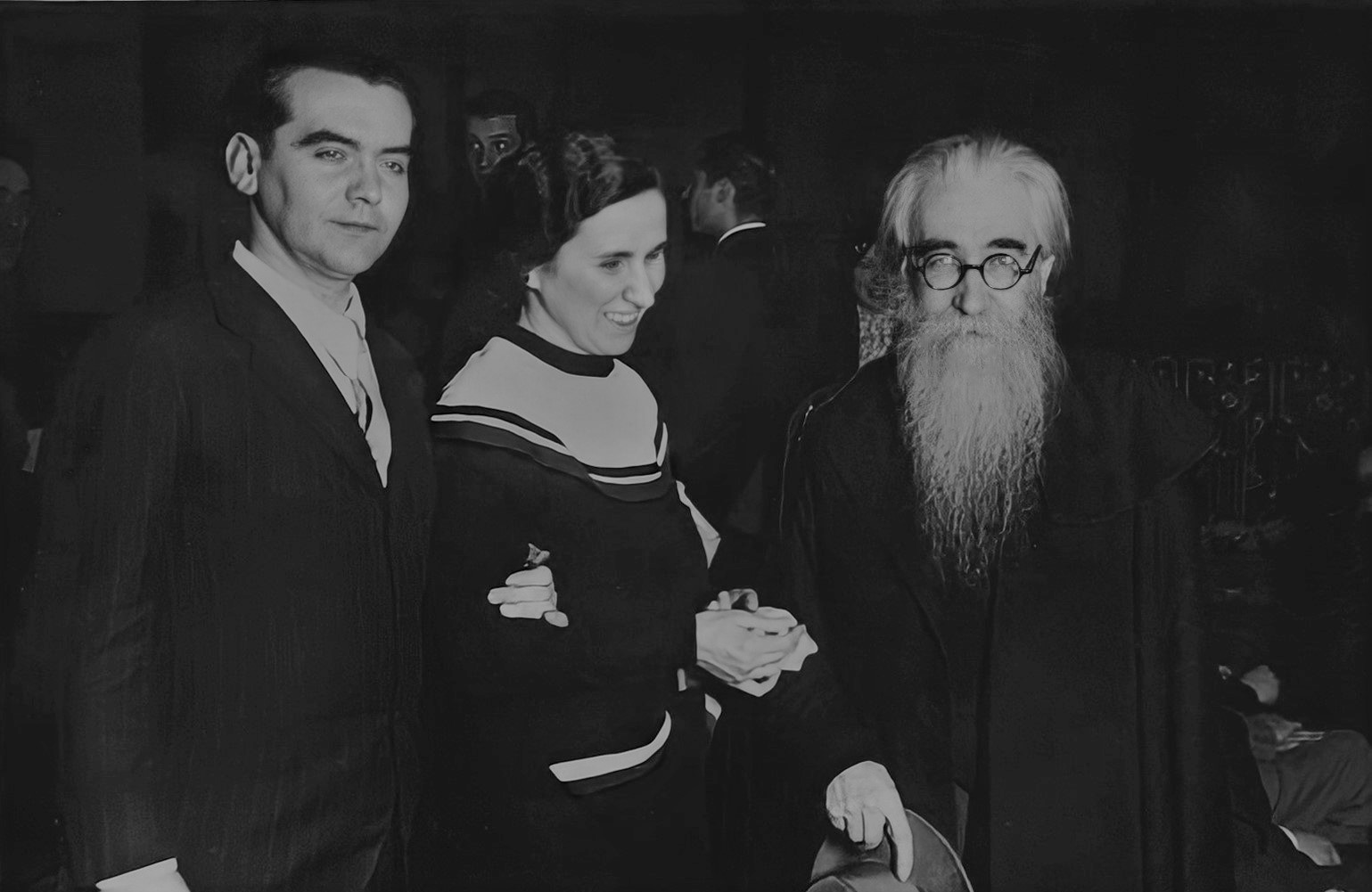
Madrid, 1934.

Esta cena, A ira de Yerma, pode ser dividida em quatro partes:
- Primeira parte: A romaria, canções, ritos...
- Segunda parte: Diálogo com a velha.
- Terceira parte: Discussão com Juan.
- Quarta parte: Desfecho e estrangulamento de Juan.
- Ideia principal:  Como uma mulher se casa com o homem errado e por ele tem que sofrer durante toda a sua vida.